# Katie Britt
Katie Elizabeth Britt (født Boyd, 2. februar 1982 i Enterprise i Alabama i USA) er en amerikansk politiker fra det republikanske parti i USA. Hun har siden den 3. januar 2023 været Junior senator fra Alabama. Britt er den første kvinde, der er blevet valgt til det amerikanske senat fra Alabama og den yngste republikanske kvinde, der nogensinde er valgt til senatet. Hun er gift med den tidliger amerikanske fodboldspiller Wesley Britt, og sammen har de 2 børn.